# Universidad Chung-Ang
La Universidad Chung-Ang (en hangul, 중앙대학교; también conocida como CAU), es una universidad privada ubicada en Seúl, Corea del Sur. Usualmente clasificada como una de las 500 mejores universidades del mundo.
La universidad se estableció en 1918 como un jardín de infantes dirigido por la iglesia, que en 1922 se transformó en una escuela femenina para maestras de infantes. La escuela obtuvo el estatus de universidad en 1953.